# 弗兰肯罗达
弗兰肯罗达（德語：Frankenroda，發音：[fʁaŋkn̩ˈʁoːda]）是德国图林根州瓦特堡县曾经的一个市镇，面积7.07平方千米，2023年12月31日人口为310人。2024年1月1日，弗兰肯罗达并入市镇阿姆特克罗伊茨堡。